# كاسبرسكي والحكومة الروسية
واجهت شركة كاسبرسكي لاب جدلاً واسع النطاق بسبب مزاعم تفيد بأنها تعاونت مع جهاز الأمن الفيدرالي الروسي لاستخدام برامجها لمسح أجهزة الكمبيوتر في جميع أنحاء العالم بحثًا عن مواد ذات أهمية - وهي العلاقات التي نفتها الشركة بشدة. حظرت وزارة الأمن الداخلي الأمريكية منتجات كاسبرسكي في جميع الإدارات الحكومية في 13 سبتمبر 2017، زاعمة أن شركة كاسبرسكي لاب عملت على مشاريع سرية مع جهاز الأمن الفيدرالي الروسي. في أكتوبر/تشرين الأول 2017، زعمت تقارير لاحقة أن قراصنة يعملون لصالح الحكومة الروسية سرقوا بيانات سرية من جهاز كمبيوتر منزلي لمتعاقد مع وكالة الأمن القومي في عام 2015 عبر برنامج كاسبيرسكي لمكافحة الفيروسات. ونفت كاسبرسكي هذه الاتهامات، مؤكدة أن البرنامج اكتشف عينات من البرامج الضارة لمجموعة إكويشن، وقام بتحميلها إلى خوادمها للتحليل في سياق عملها الطبيعي.
وأعلنت الشركة منذ ذلك الحين عن التزاماتها بتعزيز المساءلة، مثل طلب المراجعات المستقلة والتحقق من الكود المصدر لبرمجياتها، والإعلان عن أنها ستنقل بعض البنية التحتية الأساسية لعملاء أجانب مختارين من روسيا إلى سويسرا. وقد أثيرت مزاعم الارتباط بالحكومة الروسية مرة أخرى مع رد فعل الشركة المثير للجدل على الغزو الروسي لأوكرانيا في عام 2022.

## التعاون المزعوم مع المخابرات الروسية
وفقًا لصحيفة نيويورك تايمز الدولية، أصبحت كاسبيرسكي «واحدة من الصادرات التكنولوجية المتقدمة الأكثر شهرة في روسيا، ولكن حصتها في السوق في الولايات المتحدة تعرقلت بسبب أصولها». وفقًا لشركة جارتنر، «لا يوجد دليل على وجود أي أبواب خلفية في برامجهم أو أي روابط مع المافيا الروسية أو الدولة... ولكن لا يزال هناك قلق من عدم القدرة على العمل في روسيا دون الخضوع لسيطرة الحزب الحاكم». أدى عمل الرئيس التنفيذي يوجين كاسبرسكي السابق لصالح الجيش الروسي وتعليمه في كلية تقنية ترعاها المخابرات الروسية إلى مزاعم حول توظيفه من قبل روسيا للكشف عن الأسلحة السيبرانية الأمريكية، على الرغم من أنه ينفي هذا. ويقول محللون مثل بيتر فيرستبروك من شركة جارتنر إن الشكوك حول جذور الشركة الروسية أعاقت توسعها في الولايات المتحدة. وقد نفت الشركة وجود علاقات مباشرة لها مع الحكومة الروسية أو تعاملها معها.
في أغسطس/آب 2015، أفادت بلومبرج نيوز أن كاسبرسكي لاب غيّرت مسارها في عام 2012، حيث غادر أو فُصل كبار المديرين، وشغل مناصبهم غالبًا أشخاص تربطهم علاقات وثيقة بالجيش أو أجهزة الاستخبارات الروسية. ويساعد بعض هؤلاء الأشخاص بنشاط التحقيقات الجنائية التي يجريها جهاز الأمن الفيدرالي الروسي، خليفة جهاز المخابرات السوفيتي (كي جي بي)، باستخدام بيانات من بعض عملاء الشركة البالغ عددهم 400 مليون عميل. انتقد يوجين كاسبرسكي تغطية بلومبرج على مدونته، ووصف التغطية بأنها مثيرة للدهشة ومذنبة باستغلال جنون العظمة لزيادة عدد القراء.
من يوليو 2017 إلى ديسمبر 2017، أوقفت الوكالات الحكومية الأمريكية استخدام برنامج كاسبيرسكي. في يوليو/تموز 2017، قامت إدارة الخدمات العامة في الولايات المتحدة بإزالة شركة كاسبرسكي لاب من قائمة البائعين المصرح لهم بإجراء أعمال تجارية مع الحكومة الأمريكية وسط تقارير أخرى من بلومبرج وماكلاتشي دي سي تزعم أن كاسبرسكي لاب عملت على مشاريع سرية مع جهاز الأمن الفيدرالي الروسي. كما تزايدت المشاعر المعادية لروسيا في البلاد في أعقاب التحقيق في التدخل الروسي في الانتخابات الرئاسية لعام 2016. نفت كاسبيرسكي هذه التقارير، مؤكدةً أنها لا تربطها أي «علاقات غير لائقة» مع أي حكومة، وأنها «لم تتلقَّ قط طلبًا من الحكومة الروسية أو أي منظمة تابعة لها لإنشاء أي مشاريع سرية أو المشاركة فيها، بما في ذلك مشروع للحماية من هجمات الحرمان من الخدمة الموزعة».
في 8 سبتمبر 2017، سحبت سلسلة متاجر الإلكترونيات الأمريكية بست باي منتجات كاسبرسكي وسط مخاوف بشأن هذه العلاقات، وتبعتها متاجر التجزئة الأمريكية أوفيس ماكس وأوفيس ديبوت ‏. في 13 سبتمبر 2017، أصدرت وزارة الأمن الداخلي أمرًا ينص على أنه في غضون 90 يومًا سيتم حظر استخدام منتجات كاسبيرسكي داخل الحكومة الفيدرالية المدنية الأمريكية، مستشهدة بـ«[المخاوف] بشأن العلاقات بين بعض مسؤولي كاسبيرسكي والمخابرات الروسية وغيرها من الوكالات الحكومية، والمتطلبات بموجب القانون الروسي التي تسمح لوكالات الاستخبارات الروسية بطلب المساعدة من كاسبيرسكي أو إجبارها على ذلك واعتراض الاتصالات التي تمر عبر الشبكات الروسية.»

## جدل حول سرقة وكالة الأمن القومي
في 6 أكتوبر/تشرين الأول 2017، زعمت صحيفة وول ستريت جورنال - نقلاً عن «أشخاص متعددين على دراية بالمسألة» - أنه في عام 2015، استخدم قراصنة يعملون لصالح الحكومة الروسية برنامج كاسبيرسكي لمكافحة الفيروسات لسرقة مواد سرية من جهاز كمبيوتر منزلي تابع لمتعاقد مع وكالة الأمن القومي. وبحسب التقرير فإن الحادثة وقعت في عام 2015 وظلت مجهولة حتى أوائل عام 2016. وتشير التقارير إلى أن المواد المسروقة تضمنت «تفاصيل حول كيفية اختراق وكالة الأمن القومي لشبكات الكمبيوتر الأجنبية، والرمز الحاسوبي الذي تستخدمه لمثل هذه التجسس، وكيف تدافع عن الشبكات داخل الولايات المتحدة» وذكرت صحيفة نيويورك تايمز أن عمليات الاختراق تم اكتشافها من قبل عملاء المخابرات الإسرائيلية الذين اخترقوا بأنفسهم شبكة كاسبيرسكي وسجلوا في الوقت الحقيقي كيفية إجراء الاستعلامات عن الكلمات الرئيسية على أجهزة المستخدم.
في 10 يونيو 2015، أعلن يوجين كاسبرسكي في إحدى مدوناته أن شركة كاسبرسكي لابز اكتشفت هجومًا متقدمًا على شبكتها الداخلية، مدعيًا بثقة أن هناك دولة وراءه، وأطلق على الهجوم اسم دوكو 2.0.
في 11 أكتوبر 2017، زعمت صحيفة وول ستريت جورنال أيضًا أن المخابرات الروسية تستخدم برنامج كاسبيرسكي لمسح أجهزة الكمبيوتر في جميع أنحاء العالم بحثًا عن مواد ذات أهمية. ونفت الشركة مرة أخرى هذه التقارير، بحجة أنها «جنون العظمة بلا أساس» و«حملة شعواء»، واعتبرت أنه من المثير للريبة أن وسائل الإعلام الأمريكية الكبرى «هاجمتنا في وقت واحد تقريبًا بكامل قوتها وتخيلت في نفس الوقت، كما لو كانت تتلقى أمرًا، لكنها اختلطت عليها التفاصيل».
في 25 أكتوبر 2017، أكدت شركة كاسبرسكي أن الحادث الذي وصفته صحيفة وول ستريت جورنال قد وقع في عام 2014، وكان نتيجة لقيام البرنامج باكتشاف ملف زيب يحتوي على عينات ورمز مصدر من مجموعة المعادلة. لقد قام المستخدم بتمكين ميزات كاسبرسكي شبكة الأمان للبرنامج، وبالتالي تم تحميل الملفات تلقائيًا إلى كاسبرسكي كعينة من البرامج الضارة إلى كاسبرسكي شبكة الأمان للتحليل، على افتراض أنها كانت نسخة جديدة من البرامج الضارة. وأوضح يوجين كاسبرسكي أنه أمر بتدمير العينة. وزعمت شركة كاسبيرسكي أن مستخدم الكمبيوتر قام بتعطيل برنامج مكافحة الفيروسات مؤقتًا من أجل تثبيت نسخة مقرصنة من مايكروسوفت أوفيس. عندما تم إعادة تمكين البرنامج، اكتشف كود مجموعة المعادلات، بالإضافة إلى عدوى الباب الخلفي غير ذات الصلة التي أنشأها برنامج توليد المفاتيح لبرنامج أوفيس، والتي ربما سهلت وصول طرف ثالث إلى الكمبيوتر.

## المخاوف التي أثارتها الحكومات الأخرى
في 13 نوفمبر 2017، أثارت وكالة الاستخبارات البريطانية MI6 شكوكًا حول برنامج كاسبرسكي لاب بعد توزيعه مجانًا على أكثر من 20،000 شخص. مليون عميل لبنك باركليز في المملكة المتحدة. في 2 ديسمبر 2017، أعلن باركليز أنه لن يقدم بعد الآن برنامج الشركة لعملائه الجدد. وفي حوالي 2 ديسمبر/كانون الأول 2017، نصح المركز الوطني للأمن السيبراني في بريطانيا، كإجراء احترازي للأمن القومي، بأن تتجنب الإدارات الحكومية في المملكة المتحدة برامج مكافحة الفيروسات التي مقرها روسيا مثل كاسبيرسكي، لكنه ذكر أنه «لا توجد حالة مقنعة في الوقت الحاضر لتوسيع نطاق هذه النصيحة» لتشمل عامة الناس على نطاق أوسع. في 9 ديسمبر 2017، حظرت الحكومة الأمريكية استخدام برنامج كاسبيرسكي على أجهزة الكمبيوتر المدنية والعسكرية الفيدرالية كجزء من مشروع قانون دفاعي أوسع نطاقًا.
في 21 ديسمبر 2017، حظرت الحكومة الليتوانية ‏ برنامج كاسبرسكي لاب على أجهزة الكمبيوتر الحساسة مدعيةً أنه يشكل تهديدًا للأمن القومي الليتواني.
في 14 مايو 2018، أعلنت الحكومة الهولندية أنها قررت التخلص التدريجي من استخدام برامج مكافحة الفيروسات التي تنتجها شركة كاسبرسكي لابز «كإجراء احترازي» ونصحت الشركات المشاركة في حماية الخدمات الحيوية بالقيام بنفس الشيء.
في 13 يونيو 2018، أقر الاتحاد الأوروبي اقتراحًا وصف شركة كاسبيرسكي بأنها «شركة خبيثة مؤكدة» كجزء من تقرير عن الدفاع السيبراني كتبه عضو البرلمان الأوروبي الإستوني أورماس بايت من لجنة الشؤون الخارجية. يدعو التقرير الاتحاد الأوروبي إلى إجراء مراجعة شاملة للبرمجيات ومعدات تكنولوجيا المعلومات والاتصالات والبنية التحتية المستخدمة في المؤسسات، وذلك لاستبعاد البرامج والأجهزة التي يحتمل أن تكون خطرة، وحظر البرامج والأجهزة التي ثبتت خبيثة، مثل كاسبرسكي لاب. وقد أُقر القرار بأغلبية 476 صوتًا مؤيدًا و151 صوتًا معارضًا. ردت شركة كاسبرسكي لاب بالزعم بأن التعديل الذي تم إدخاله على التقرير كان مبنيًا على بيانات غير صحيحة، وقامت بإيقاف العديد من مبادراتها التعاونية لمكافحة الجرائم الإلكترونية في أوروبا بشكل مؤقت. في مارس 2019، قدم عضو البرلمان الأوروبي البلجيكي جيرولف أنيمانز سؤالاً إلى المفوضية الأوروبية، طالبًا كتابيًا أي دليل لدى المفوضية يبرر وصف البرلمان لشركة كاسبيرسكي بأنها «خبيثة»، مستشهدًا بتقارير من ألمانيا وفرنسا وبلجيكا والتي لم تجد أي دليل على ذلك. في 12 أبريل 2019، ردت اللجنة قائلةً: «ليست لدى اللجنة أي أدلة تتعلق بقضايا محتملة تتعلق باستخدام منتجات كاسبرسكي لاب». وأن «اللجنة لم تكلف بإعداد أي تقارير».
في 15 مارس 2022، حث المكتب الفيدرالي الألماني لأمن المعلومات المستهلكين على عدم استخدام برامج مكافحة الفيروسات التي تصنعها شركة كاسبيرسكي الروسية، محذرًا من أن الشركة قد تكون متورطة في هجمات القرصنة وسط حرب روسيا في أوكرانيا. وفقًا للوكالة، فإن برامج مكافحة الفيروسات تتطلب تراخيص نظام واسعة النطاق ويجب أن تحافظ على اتصال دائم بخوادم الشركة المصنعة. زعمت هيئة الأمن الفيدرالية أن شركة روسية لتصنيع تكنولوجيا المعلومات قد تُجبر على المشاركة في هجوم ضد أهداف في الاتحاد الأوروبي وحلف شمال الأطلسي وألمانيا. نشرت شركة كاسبيرسكي بيانًا على حسابها على تويتر بخصوص توصية المكتب الفيدرالي الألماني لأمن المعلومات بالتوقف عن استخدام كاسبيرسكي.
في 17 مارس 2022، أعلنت الحكومة الإيطالية أنها ستحد من استخدام برامج مكافحة الفيروسات الروسية في القطاع العام في أعقاب غزو روسيا لأوكرانيا، خوفًا من أن تتمكن موسكو من اختطاف البرامج لاختراق مواقع الويب الرئيسية.

## حظر الإعلانات على تويتر
في يناير 2018، حظرت شركة تويتر شركة كاسبرسكي من الإعلان على تويتر، مشيرة إلى أن «كاسبرسكي لاب تعمل باستخدام نموذج أعمال يتعارض بطبيعته مع ممارسات الأعمال التجارية المقبولة لإعلانات تويتر»، واستشهدت بتحذير وزارة الأمن الداخلي بشأن كاسبرسكي.

## مبادرة الشفافية وتحركات مراكز البيانات
في 23 أكتوبر/تشرين الأول 2017، أعلنت كاسبرسكي عن «مبادرة الشفافية العالمية»، التي ستُحمّل بموجبها الشركة مسؤولية أكبر عن المشكلات الأمنية المتعلقة بمنتجاتها في دول مختارة، وستسمح لمحللين خارجيين بالتحقق من صحة منتجاتها وممارساتها التجارية الأخرى للتحقق من سلامتها. وأوضحت الشركة أن الثقة «يجب اكتسابها باستمرار من خلال الالتزام المستمر بالشفافية والمساءلة»، وأن هذا البرنامج «يُؤكد التزام الشركة بكسب ثقة عملائها وشركائها والحفاظ عليها يوميًا».
في 15 مايو 2018، أعلنت شركة كاسبرسكي لاب أنها ستقوم بنقل بعض «البنية الأساسية الأساسية» من روسيا إلى مراكز بيانات جديدة في سويسرا. سيتم تجميع تعريفات برامج كاسبرسكي ومكافحة الفيروسات للأسواق الأجنبية وتوقيعها رقميًا في سويسرا بحلول نهاية عام 2018 (سيتم أيضًا تجميع المنتجات التي تستهدف روسيا على البنية التحتية المحلية الحالية). سيتم تخزين ومعالجة بيانات المستخدمين لأسواق أوروبا والولايات المتحدة وكندا وأستراليا ونيوزيلندا واليابان وبنجلاديش وبروناي وكمبوديا والهند وإندونيسيا وكوريا الجنوبية ولاوس وماليزيا ونيبال وباكستان والفلبين وسنغافورة وسريلانكا وتايلاند وفيتنام على خوادم سويسرية اعتبارًا من عام 2022. وستستمر معالجة جميع طلبات الدول الأخرى في موسكو، روسيا. في نوفمبر 2020، انتهت شركة كاسبيرسكي من نقل بيانات عملائها الأجانب من روسيا إلى سويسرا.
وفي معرض حديثها عن نقل معالجة البيانات وسبب عدم نقل البيانات من العديد من البلدان إلى سويسرا واستمرار معالجتها في روسيا، أوضحت شركة كاسبرسكي أن ذلك يعتمد على تفاصيل السوق ومتطلبات العملاء والتنظيم المحلي.
تحتفظ شركة كاسبيرسكي بمراكز البيانات في زيورخ، سويسرا؛ وفرانكفورت، ألمانيا؛ وتورنتو، كندا؛ وموسكو، روسيا. وستشرف على العمليات السويسرية منظمة خارجية تمتلك «كل الوصول الضروري للتحقق من موثوقية منتجاتنا وعملياتنا التجارية»، وسوف تكون مصحوبة بواحدة من مرافق «مركز الشفافية» الثلاثة المخطط لها، والتي سيُسمح فيها «للأطراف المعنية المسؤولة» بفحص الكود المصدر لشركة كاسبيرسكي وممارسات الأعمال للتحقق من سلامتها. صرحت شركة كاسبيرسكي أن هذه الخطوة جاءت «في المقام الأول استجابة للمشهد العالمي المتطور والمتصل للغاية والتحديات التي يواجهها العالم السيبراني حاليًا»، وكانت خطوة أخرى في هدفها المتمثل في أن تكون أكثر مسؤولية وجدارة بالثقة في ممارساتها التجارية.
تعمل مراكز الشفافية في كاسبرسكي في زيوريخ ومدريد وكوالالمبور وساو باولو. في أوائل عام 2021، سيتم افتتاح مركز الشفافية في أمريكا الشمالية في نيو برونزويك، كندا، بالشراكة مع جمعية سايبر إن بي. في جميع مراكز الشفافية التابعة لشركة كاسبيرسكي، توفر الشركة الفرصة لتجميع برامج الشركة من الكود المصدر الخاص بها ومقارنتها بالكود المتاح للعامة.
لا تتناول مراجعات مراكز الشفافية لشفرات المصدر الأساليب المستخدمة كما زُعم في قضية سرقة وكالة الأمن القومي. يُزعم أن قضية سرقة وكالة الأمن القومي نُفذت في مركز بيانات بموسكو، روسيا، حيث تُحفظ نتائج فحص أجهزة المستخدمين، وبموجب القانون الروسي، يحق للحكومة الروسية إجبار كاسبرسكي على طلب المساعدة في اعتراض الاتصالات أثناء مرورها عبر شبكات الحاسوب الروسية.
تتطلب الطريقة التي تعمل بها برامج مكافحة الفيروسات على أجهزة الكمبيوتر التي تم تثبيتها عليها قدرًا كبيرًا من التحكم في هذا الكمبيوتر لاكتشاف البرامج الضارة. يمكن لبرنامج مكافحة الفيروسات استرداد أو حذف أو تعديل أي ملف على أي جهاز كمبيوتر. لن يبرز أي شيء في مراجعة الكود المصدري لـ كاسبرسكي، حيث أن هذه ميزات ووظائف قياسية تعد روتينية لجميع منتجات مكافحة الفيروسات في عملية البحث عن الفيروسات أو البرامج الضارة. لن تؤدي هذه الميزات والوظائف إلى خلق أي علامات حمراء في أي مراجعات لأكواد المصدر التي تروج لها مراكز الشفافية. وهذا يجعل برامج مكافحة الفيروسات قناة مفيدة بطبيعتها لإجراء عمليات التجسس. وقال مسؤول أميركي إن مراكز الشفافية ليست «حتى ورقة توت» لأنها لا تعالج مخاوف الحكومة الأميركية، وفي النهاية فإن «مهندسي البرمجيات في موسكو هم الذين يتعاملون مع تحديثات [البرمجيات]، وهنا يأتي الخطر»، على حد تعبيره. «يمكنهم إرسال أوامر ضارة عبر أدوات التحديث والتي تأتي من روسيا.»

## الدعاوى القضائية ضد الحكومة الفيدرالية الأمريكية
في ديسمبر 2017 وفبراير 2018، رفعت الشركة دعوى قضائية ضد إدارة ترامب، مدعية أن الحظر هو بمثابة إدانة وانتهاك للإجراءات القانونية الواجبة، ومدعية أن الحكومة شوهت سمعة كاسبيرسكي بشكل غير عادل. تم رفض كلتا القضيتين في 30 مايو 2018، من قبل القاضية كولين كولار كوتيلي ‏، وهي قاضية سابقة في محكمة مراقبة الاستخبارات الأجنبية ‏، معلنة أن كلتا القضيتين غير جوهريتين.

## الغزو الروسي لأوكرانيا
في 24 فبراير 2022، بدأ الغزو الروسي لأوكرانيا. في 28 فبراير، وقع يوجين كاسبرسكي خطابًا للعملاء يؤكد فيه أولوية كاسبرسكي في الوفاء بجميع التزاماتها تجاه الشركاء والعملاء ويسلط الضوء على مبادرة الشفافية. لم يتم ذكر روسيا وكان الذكر الوحيد لأوكرانيا هو أثناء مشاهدة الأحداث التي تتكشف في أوكرانيا وما حولها. بدأت الحكومة الأمريكية في تحذير بعض الشركات الأمريكية بشكل خاص في اليوم التالي لغزو روسيا لأوكرانيا من أن موسكو يمكن أن تتلاعب بالبرمجيات التي صممتها شركة الأمن السيبراني الروسية كاسبيرسكي لإحداث الضرر.
في 26 فبراير 2022، وقّع أكثر من 10،000 موظف من شركات تكنولوجيا المعلومات الروسية (بما في ذلك كاسبرسكي لاب) عريضةً تُعارض إجراءات الحكومة الروسية في أوكرانيا، وجاء فيها «نحن، موظفو قطاع تكنولوجيا المعلومات الروسي، نُعارض رفضًا قاطعًا العمليات العسكرية التي تُشنّها القوات المسلحة للاتحاد الروسي على أراضي أوكرانيا. نعتبر أي استعراض للقوة يُؤدي إلى اندلاع حرب غير مُبرّر، وندعو إلى التراجع عن القرارات التي قد تُسفر حتمًا عن خسائر بشرية في كلا الجانبين. لطالما كانت بلدانا مُتجاورتين. واليوم، نشعر بالقلق على زملائنا وأصدقائنا وأقاربنا الأوكرانيين.» وفي سياق اعتماد مجلس الدوما الروسي لقوانين جديدة أكثر صرامة، في 4 مارس 2022، وحتى قبل دخولها حيز النفاذ، تم إيقاف قبول التوقيعات على العريضة. كما توقف، اعتبارًا من 4 مارس/آذار 2022، توزيع الرسالة والتواصل مع وسائل الإعلام. ونظرًا لاعتماد قوانين جديدة، اعتبرنا أنه من غير الآمن ترك هذه الرسالة في متناول الجميع مع قائمة الموقعين عليها. «لم تكن هناك أسماء كبيرة أو قادة رأي أو مؤثرون وراء الرسالة، لذلك قام الناس في الغالب بالتوقيع عليها وتبادلوها مع بعضهم البعض عبر تيليجرام وغيره من تطبيقات المراسلة.» لم يوقع يوجين كاسبيرسكي على هذا النموذج قبل إزالته.
في الأول من مارس/آذار 2022، وهو تاريخ أول محادثات لوقف إطلاق النار بين روسيا وأوكرانيا، أدلى يوجين كاسبرسكي بالتصريح التالي على تويتر: «نرحب ببدء المفاوضات لحل الوضع الراهن في أوكرانيا، ونأمل أن تؤدي إلى وقف الأعمال العدائية والتوصل إلى تسوية. نؤمن بأن الحوار السلمي هو الوسيلة الوحيدة الممكنة لحل النزاعات. الحرب ليست في صالح أحد». وقد أثار هذا التصريح جدلاً واسعاً لأنه فشل في إدانة روسيا لغزوها أوكرانيا ولم يذكر روسيا.
في مقابلة، أدلت الشركة ببيان جاء فيه: «تركز كاسبرسكي على رسالتها المتمثلة في بناء عالم أكثر أمانًا. وعلى مدار 25 عامًا، تُقدم الشركة خبرةً عميقةً في استخبارات التهديدات والأمن، والتي تتطور باستمرار إلى حلول وخدمات أمنية مبتكرة لحماية الشركات والبنية التحتية الحيوية والحكومات والمستهلكين حول العالم. وتحافظ كاسبرسكي على استقرار عملياتها التجارية. وتضمن الشركة الوفاء بالتزاماتها تجاه شركائها وعملائها، بما في ذلك تسليم المنتجات والدعم الفني واستمرارية المعاملات المالية. ويراقب فريق الإدارة العالمي الوضع عن كثب، وهو على أهبة الاستعداد للتحرك بسرعة عند الحاجة». وقد أدى هذا إلى إشعال المزيد من الحوار المتجدد حول شركة كاسبيرسكي والادعاءات المتعلقة بعلاقات الشركة مع الحكومة الروسية ودعمها للحكومة الروسية.
في 15 مارس 2022، أدرج المكتب الفيدرالي الألماني لأمن المعلومات تحذيرًا ضد استخدام برنامج كاسبرسكي لمكافحة الفيروسات والبرمجيات السحابية، مدعية أنه يمكن استخدامه في الهجمات الإلكترونية ضد الوكالات الأجنبية. ردت شركة كاسبرسكي على مكتب المعايير البريطاني في رسالة عامة، موضحة أن الاتهامات تستند إلى «أسباب سياسية» وليس إلى تقييم فني لمنتجاتها، وأنها ستعمل مع مكتب المعايير البريطاني للحصول على توضيحات بشأن قرارها ولإيجاد الوسائل اللازمة لمعالجة مخاوفها ومخاوف الجهات التنظيمية الأخرى.
في 15 مارس 2022، أعلن نادي آينتراخت فرانكفورت الألماني لكرة القدم أنه أنهى اتفاقية الرعاية مع شركة البرمجيات الروسية كاسبيرسكي بأثر فوري.
في 17 مارس 2022، أعلنت الحكومة الإيطالية أنها ستحد من استخدام برامج مكافحة الفيروسات الروسية في القطاع العام في أعقاب غزو روسيا لأوكرانيا، خوفًا من أن تتمكن موسكو من اختطاف البرامج لاختراق مواقع الويب الرئيسية.
في 17 مارس 2022، أعلنت سكوديريا فيراري عن توقف مؤقت لشراكتها في الفورمولا 1 مع كاسبيرسكي والتي بدأت في عام 2010، ويأتي هذا بعد أن تبرعت فيراري بمبلغ مليون يورو لمساعدة الأوكرانيين المتضررين من الغزو الروسي. سيؤدي توقف الشراكة إلى إزالة جميع شعارات كاسبيرسكي من جميع أنشطة فيراري فورمولا 1. كما ذكر فيراري أيضًا أنه سيتم تقييم استخدام برنامج كاسبيرسكي.
في 26 مارس 2022، أدرجت لجنة الاتصالات الفيدرالية شركة كاسبيرسكي على قائمة الأمن القومي، قائلة إنها تشكل «خطرًا غير مقبول» على الأمن القومي للولايات المتحدة. يمنع هذا شركة كاسبيرسكي من تلقي أموال لجنة الاتصالات الفيدرالية من خلال صندوق الخدمة الشاملة ‏ الخاص بها. ويأتي هذا في أعقاب حظر سابق يمنع وكالات حكومة الولايات المتحدة من استخدام المنتجات التي تصنعها الشركة. ردت شركة كاسبرسكي على خطوة لجنة الاتصالات الفيدرالية في بيان صحفي على موقعها على الإنترنت، قائلة إن قرار الوكالة «اتخذ على أسس سياسية» في ضوء غزو روسيا لأوكرانيا، وأن الشركة «تظل مستعدة للتعاون مع وكالات الحكومة الأمريكية لمعالجة مخاوف لجنة الاتصالات الفيدرالية وأي وكالة تنظيمية أخرى».
في 30 مارس 2022، نشرت صحيفة وول ستريت جورنال مقالاً يفيد بأن إدارة بايدن منقسمة بشأن اقتراح فرض عقوبات على شركة كاسبيرسكي لابز بسبب غزو أوكرانيا. كان الانقسام في الإدارة مدفوعًا بقلق عميق من أن يؤدي هذا الإجراء إلى رد فعل، و«علاوة على ذلك، يخشى بعض المسؤولين في الولايات المتحدة وأوروبا أن يؤدي فرض عقوبات على كاسبرسكي لاب إلى زيادة احتمالية شن موسكو هجومًا إلكترونيًا على الغرب، بل وربما استغلال البرنامج نفسه». وقد تم تعليق فكرة فرض عقوبات على كاسبرسكي لاب أو على يوجين كاسبرسكي مباشرةً في الوقت الحالي. إذا طُلب من وزارة الخزانة الأمريكية فرض عقوبات على شركة كاسبيرسكي، فإنها ستقوم «بحظر أو تجميد أصول الشركات أو الأفراد المستهدفين ومنع المواطنين الأمريكيين من الدخول في معاملات مع هذه الشركات أو الأشخاص».
في 26 أبريل 2022، فرضت بولندا عقوبات على 50 من رجال الأعمال والشركات الروسية، بما في ذلك يوجين كاسبيرسكي. وتشمل العقوبات تجميد الأصول، وحظر دخول الأفراد المذكورين إلى بولندا.